# دانيال (الفيوم)
قرية دانيال هي إحدى القرى التابعة لمركز أطسا في محافظة الفيوم في جمهورية مصر العربية. حسب إحصاءات سنة 2006، بلغ إجمالي السكان في دانيال 8093 نسمة، منهم 4085 رجل و4008 امرأة.